# 泉沢久秀
泉沢 久秀（いずみさわ ひさひで）は、戦国時代から江戸時代初期にかけての武将。上杉氏の家臣。

## 略歴
上田長尾家の家臣である上田衆として早くから上杉景勝に側近として仕える。御館の乱後、景勝が上杉家の家督を継承した後も重用され、蔵奉行として財政に重きを成した。また天正14年（1586年）2月10日、上田衆に対して景勝が出した朱印状によると奉者を務めている。
天正16年（1588年）、景勝と共に上洛し、しばらく在京する。その間、公家の勧修寺晴豊と親交を持ったという。天正20年（1592年）朝鮮出兵のために肥前国名護屋城へ入った。慶長3年（1598年）、上杉家が会津に移封されると、荒砥城代・若松所司代に任じられ、知行は1万1,000石を領した。慶長6年（1601年）、上杉家が米沢に移封されると、2,815石を知行した。後年は直江兼続の属将であったという。
元和元年（1615年）に死去。嗣子がなかったが、養子を迎え減封されたものの子孫は代々米沢藩士として続いている。

## 関連作品
- 天地人（2009年、演：東幹久）